# Руслановка (Омская область)
Русла́новка — деревня в Азовском немецком национальном районе Омской области. Входит в Александровское сельское поселение.

## География
Улицы в деревне: Молодёжная, Российская, Северная, Южная.

## История
Селение заведено в 1909 году как переселенческий посёлок в Азовской волости Омского уезда Акмолинской области на урочище Кон-Чилик.
На 1913 год посёлок находился в 50 верстах от уездного города, 10 верстах от волостного правления, 53 верстах от железнодорожной станции, 10 верстах от почтового отделения, 50 верстах от врачебного пункта. Насчитывался 51 двор.
В 1920 году насчитывалось 115 дворов, все дворы русские. Количество наличных хозяйств 142.
В 1925—1957 годах деревня была центром Руслановского сельского совета.
На 1925 год насчитывалось 111 хозяйств. Располагалась в 12 км от районного центра. До ближайшей железнодорожной станции Куломзино в городе Ново-Омске 55 км.
На 1926 год имелся сельский совет, школа 1 ступени. Насчитывалось 120 хозяйств. Ближайшее почтовое отделение находилось в селе Азовском, ближайшая железнодорожная станция Куломзино, ближайшая пристань в городе Омске, ближайшие рынки сбыта сельскохозяйственной и промышленной продукции в городе Ново-Омске.
На 1991 год деревня входила в Александровский сельский совет Шербакульского района. Являлась бригадой колхоза имени Тельмана.

## Население
| 1926 | 2002 | 2010 | 2021 |
| ---- | ---- | ---- | ---- |
| 638  | ↘190 | ↘129 | ↘115 |

### Историческая численность населения
- 1913—347 человек;
- 1914—290 человек ;
- 1920—699 человек;
- 1925—563 человека;
- 1926—638 человек;
- 2009—120 человек.

### Гендерный состав
К 1914 году 150 мужчин и 140 женщин, к 1926 году 325 мужчин и 313 женщин.
Согласно результатам переписи 2002 года проживало 93 мужчины, 97 женщин.
По данным Всероссийской переписи населения 2010 года в гендерной структуре населения из 129 человек мужчин — 70, женщин — 59 (54,3 и 45,7 % соответственно).

### Национальный состав
Согласно результатам переписи 2002 года, в национальной структуре населения русские составляли 70 %, немцы 26 % от общей численности населения в 190 чел..

## Инфраструктура
С 1 сентября 1999 года по ходатайству жителей деревни Руслановки дети стали обучаться в школе деревни Трубецкой.

## Транспорт
Деревня доступна автотранспортом по автодороге 52Н-8. Остановка общественного транспорта находится в центре деревни.